# Klosstjärnen (Ljusnarsbergs socken, Västmanland, 665506-145278)
Klosstjärnen är en sjö i Ljusnarsbergs kommun i Västmanland och ingår i Norrströms huvudavrinningsområde.